# Liga a II-a 2008-2009
În sezonul fotbalistic 2008-2009 a avut loc a 69-a ediție a competiției numită Liga a II-a. Sezonul a început pe 16 august 2008 și s-a terminat pe 13 iunie 2009. Liga a II-a era formată din două serii a câte 18 echipe. La sfârșitul campionatului echipele situate pe primele două locuri: Ceahlăul Piatra Neamț și FC Ploiești din seria I, respectiv Unirea Alba Iulia și Internațional Curtea de Argeș au promova în Liga I, iar ultimele patru din fiecare serie au retrogradat în Liga a III-a.

## Echipele participante
| Denumirea clubului              | Oraș         | Seria curentă | Sezonul 2007-08                        |
| ------------------------------- | ------------ | ------------- | -------------------------------------- |
| FCM Bacău                       | Bacău        | Seria I       | locul 14 în Liga a II-a, seria I       |
| FC Botoșani                     | Botoșani     | Seria I       | locul 9 în Liga a II-a, seria I        |
| CS Buftea                       | Buftea       | Seria I       | locul 2 în Liga a III-a, seria a III-a |
| FCM Dunărea Galați              | Galați       | Seria I       | locul 17 în Liga a II-a, seria I       |
| FC Ceahlăul Piatra Neamț        | Piatra Neamț | Seria I       | locul 15 în Liga I                     |
| FC Cetatea Suceava              | Suceava      | Seria I       | locul 1 în Liga a III-a, seria I       |
| CS Concordia Chiajna            | Chiajna      | Seria I       | locul 5 în Liga a II-a, seria I        |
| FC Delta Tulcea                 | Tulcea       | Seria I       | locul 8 în Liga a II-a, seria I        |
| FC Dinamo II București          | București    | Seria I       | locul 10 în Liga a II-a, seria I       |
| FC Dunărea Giurgiu              | Giurgiu      | Seria I       | locul 7 în Liga a II-a, seria I        |
| CS Forex Brașov                 | Brașov       | Seria I       | locul 6 în Liga a II-a, seria I        |
| FC Știința Bacău                | Bacău        | Seria I       | Prima performanță                      |
| FC Petrolul Ploiești            | Ploiești     | Seria I       | locul 3 în Liga a II-a, seria I        |
| FC Ploiești                     | Ploiești     | Seria I       | locul 1 în Liga a III-a, seria a III-a |
| FC Prefab 05 Modelu             | Modelu       | Seria I       | locul 4 în Liga a II-a, seria I        |
| FC Progresul București          | București    | Seria I       | locul 11 în Liga a II-a, seria I       |
| FC Snagov                       | Snagov       | Seria I       | locul 1 în Liga a III-a, seria a II-a  |
| FC Sportul Studențesc București | București    | Seria I       | locul 12 în Liga a II-a, seria I       |

| Denumirea clubului               | Oraș                  | Seria curentă | Sezonul 2007-08                       |
| -------------------------------- | --------------------- | ------------- | ------------------------------------- |
| CS ACU Arad                      | Arad                  | Seria a II-a  | locul 2 în Liga a III-a, seria a V-a  |
| FC Arieșul Turda                 | Turda                 | Seria a II-a  | locul 14 în Liga a II-a, seria a II-a |
| FC Bihor Oradea                  | Oradea                | Seria a II-a  | locul 8 în Liga a II-a, seria a II-a  |
| FC CFR Timișoara                 | Timișoara             | Seria a II-a  | locul 13 în Liga a II-a, seria a II-a |
| CS Dacia Mioveni                 | Mioveni               | Seria a II-a  | locul 16 în Liga I                    |
| FC Drobeta-Turnu Severin         | Drobeta-Turnu Severin | Seria a II-a  | locul 5 în Liga a II-a, seria a II-a  |
| FC Internațional Curtea de Argeș | Curtea de Argeș       | Seria a II-a  | locul 1 în Liga a III-a, seria a IV-a |
| CS Jiul Petroșani                | Petroșani             | Seria a II-a  | locul 6 în Liga a II-a, seria a II-a  |
| CF Liberty Salonta               | Oradea                | Seria a II-a  | locul 9 în Liga a II-a, seria a II-a  |
| CS Mechel Câmpia Turzii          | Câmpia Turzii         | Seria a II-a  | locul 11 în Liga a II-a, seria a II-a |
| CS Minerul Lupeni                | Lupeni                | Seria a II-a  | locul 12 în Liga a II-a, seria a II-a |
| CS Mureșul Deva                  | Deva                  | Seria a II-a  | locul 7 în Liga a II-a, seria a II-a  |
| CSM Râmnicu Vâlcea               | Râmnicu Vâlcea        | Seria a II-a  | locul 3 în Liga a II-a, seria a II-a  |
| FC Târgoviște                    | Târgoviște            | Seria a II-a  | locul 10 în Liga a II-a, seria I      |
| FC Unirea Alba Iulia             | Alba Iulia            | Seria a II-a  | locul 4 în Liga a II-a, seria a II-a  |
| FCM Târgu Mureș                  | Târgu-Mureș           | Seria a II-a  | Prima performanță                     |
| CFM Universitatea Cluj-Napoca    | Cluj-Napoca           | Seria a II-a  | locul 18 în Liga I                    |
| FCM UTA Arad                     | Arad                  | Seria a II-a  | locul 17 în Liga I                    |

## Seria I

### Clasament
Ultima actualizare 19 iunie 2009
M = Meciuri jucate; V = Victorii; E = Egaluri; Î = Înfrângeri; GM = Goluri marcate; GP = Goluri primite; DG = Diferență goluri; Pct = Puncte

### Rezultate
A = Meciuri jucate acasă; D = Meciuri jucate în deplasare
Forex și Prefabricate Modelul s-au retras din campionat

## Seria a II-a

### Clasament
Ultima actualizare 19 iunie, 2009
M = Meciuri jucate; V = Victorii; E = Egaluri; Î = Înfrângeri; GM = Goluri marcate; GP = Goluri primite; DG = Diferență goluri; Pct = Puncte 

* echipă penalizată cu 2 puncte din cauza neîndeplinirii baremului în Liga I 

### Rezultate
Ultima actualizare 19 iunie, 2009
A = Meciuri jucate acasă; D = Meciuri jucate în deplasare

## Golgeteri

### Seria I
- Ștefan Iordache - Dunărea Giurgiu - 15
- Daniel Costescu - Progresul/Delta - 12
- Costin Curelea - Sportul Studențesc București - 12
- Cristinel Gafița - Ceahlăul Piatra Neamț - 12
- Viorel Ferfelea - Sportul Studențesc București - 10
- Laurențiu Diniță - Concordia Chiajna - 9
- Alin Coțan - Petrolul Ploiești - 6

### Seria II
- Sorin Gheju - FCM Târgu Mureș - 18
- Cristian Luca - ACU Arad - 15
- Enache Câju - CSM Râmnicu Vâlcea - 14
- Bogdan Vrăjitoarea - Liberty Salonta/CS Buftea - 13
- Alexandru Chițu - Minerul Lupeni - 12
- Cosmin Vancea - FCM Târgu Mureș - 9
- Lucian Itu - Internațional Curtea De Argeș - 8
- Laurențiu Buș - Universitatea Cluj - 6
- Robert Roszel - UTA Arad - 5